# Kasachischer Fußballpokal 2024
Der Kasachische Fußballpokal 2024 war die 32. Austragung des Pokalwettbewerbs im Fußball in Kasachstan. Pokalsieger wurde der FK Aqtöbe. Das Team setzte sich im Finale mit 2:1 gegen den FK Atyrau durch. Der Sieger war für 1. Qualifikationsrunde der UEFA Europa League qualifiziert.

## Modus
Die 14 Mannschaften der ersten (ohne Reserveteams) und fünf der zweiten Liga wurden in sechs Gruppen eingeteilt. Nach den  Gruppenspielen qualifizierte sich der Erste für die Play-offs. Die drei Sieger spielten danach mit den 13 Vereinen der Premjer-Liga in drei K.-o.-Runden die beiden Finalisten aus.

## Teilnehmende Mannschaften
| Premjer-Liga alle 13 Vereine der Saison 2024 | Erste Liga 14 Vereine der Saison 2024 | Zweite Liga 5 Vereine der Saison 2024                                              |
| Tobyl Qostanai (TV) FK Aqtöbe FK Astana FK Atyrau Jelimai Semei Ordabassy Schymkent Qaisar Qysylorda FK Qairat Almaty FK Qysyl-Schar SK Schachtjor Qaraghandy Schenis Astana Schetissu Taldyqorghan FK Turan | FK Altai VKO Aqschajyq Oral Arys FK FK Ekibastus SD Family Astana Kaspij Aqtau FK Khan-Tengri Oqschetpes Kökschetau FK Qyran Türkistan FK Schetissai FK Taras FK Türkistan Ulytau Schesqasghan | Akademija Ontustik FK AKAS Almaty FK Aqsu Ertis Pawlodar Schas Kyran FK Machtaaral |

## Gruppenphase
Platzierungskriterien: 1. Punkte – 2. Tordifferenz Siege – 3. geschossene Tore – 4. Direkter Vergleich (Punkte, Tordifferenz, geschossene Tore) – 5. Weniger Rote und gelbe Karten

### Gruppe A
| Pl. | Verein                | Sp. | S | U | N | Tore    | Diff. | Punkte |
| --- | --------------------- | --- | - | - | - | ------- | ----- | ------ |
| 1.  | Ertis Pawlodar        | 3   | 2 | 1 | 0 | 003:100 | +2    | 07     |
| 2.  | FK AKAS Almaty        | 3   | 1 | 2 | 0 | 004:300 | +1    | 05     |
| 3.  | Oqschetpes Kökschetau | 3   | 0 | 2 | 1 | 003:400 | −1    | 02     |
| 4.  | FK Khan-Tengri        | 3   | 0 | 1 | 2 | 003:500 | −2    | 01     |

| Datum      |                       | Ergebnis |                       |
| ---------- | --------------------- | -------- | --------------------- |
| 11.03.2024 | Oqschetpes Kökschetau | 1:1      | FK AKAS Almaty        |
| 11.03.2024 | Ertis Pawlodar        | 1:1      | FK Khan-Tengri        |
| 15.03.2024 | Ertis Pawlodar        | 1:0      | Oqschetpes Kökschetau |
| 15.03.2024 | FK Khan-Tengri        | 1:2      | FK AKAS Almaty        |
| 18.03.2024 | Oqschetpes Kökschetau | 2:2      | FK Khan-Tengri        |
| 18.03.2024 | FK AKAS Almaty        | 1:1      | Ertis Pawlodar        |

### Gruppe B
| Pl. | Verein             | Sp. | S | U | N | Tore    | Diff. | Punkte |
| --- | ------------------ | --- | - | - | - | ------- | ----- | ------ |
| 1.  | Akademija Ontustik | 3   | 2 | 0 | 1 | 003:000 | +3    | 06     |
| 2.  | FK Altai Semei     | 2   | 1 | 0 | 1 | 001:200 | −1    | 03     |
| 3.  | Aqschajyq Oral     | 2   | 0 | 0 | 2 | 000:200 | −2    | 0      |

| Datum      |                    | Ergebnis |                    |
| ---------- | ------------------ | -------- | ------------------ |
| 11.03.2024 | Aqschajyq Oral     | 0:1      | Akademija Ontustik |
| 15.03.2024 | Akademija Ontustik | 2:0      | FK Altai Semei     |
| 17.03.2024 | FK Altai Semei     | 1:0      | Aqschajyq Oral     |

### Gruppe C
| Pl. | Verein       | Sp. | S | U | N | Tore    | Diff. | Punkte |
| --- | ------------ | --- | - | - | - | ------- | ----- | ------ |
| 1.  | FK Taras     | 3   | 2 | 0 | 1 | 005:100 | +4    | 06     |
| 2.  | FK Ekibastus | 2   | 0 | 1 | 1 | 002:300 | −1    | 01     |
| 3.  | FK Türkistan | 2   | 0 | 1 | 1 | 001:400 | −3    | 01     |

| Datum      |              | Ergebnis |              |
| ---------- | ------------ | -------- | ------------ |
| 12.03.2024 | FK Taras     | 2:1      | FK Ekibastus |
| 15.03.2024 | FK Ekibastus | 1:1      | FK Türkistan |
| 18.03.2024 | FK Türkistan | 0:3      | FK Taras     |

### Gruppe D
| Pl. | Verein       | Sp. | S | U | N | Tore    | Diff. | Punkte |
| --- | ------------ | --- | - | - | - | ------- | ----- | ------ |
| 1.  | Schas Kyran  | 2   | 2 | 0 | 0 | 005:200 | +3    | 06     |
| 2.  | Arys FK      | 2   | 0 | 1 | 1 | 000:100 | −1    | 01     |
| 3.  | Kaspij Aqtau | 2   | 0 | 1 | 1 | 002:400 | −2    | 01     |

| Datum      |              | Ergebnis |              |
| ---------- | ------------ | -------- | ------------ |
| 12.03.2024 | Kaspij Aqtau | 2:4      | Schas Kyran  |
| 15.03.2024 | Schas Kyran  | 1:0      | Arys FK      |
| 18.03.2024 | Arys FK      | 0:0      | Kaspij Aqtau |

### Gruppe E
| Pl. | Verein              | Sp. | S | U | N | Tore    | Diff. | Punkte |
| --- | ------------------- | --- | - | - | - | ------- | ----- | ------ |
| 1.  | SD Family Astana    | 2   | 2 | 0 | 0 | 004:000 | +4    | 06     |
| 2.  | Ulytau Schesqasghan | 2   | 1 | 0 | 1 | 001:200 | −1    | 03     |
| 3.  | FK Machtaaral       | 2   | 0 | 0 | 2 | 000:300 | −3    | 0      |

| Datum      |                     | Ergebnis |                     |
| ---------- | ------------------- | -------- | ------------------- |
| 13.03.2024 | SD Family Astana    | 2:0      | Ulytau Schesqasghan |
| 16.03.2024 | Ulytau Schesqasghan | 1:0      | FK Machtaaral       |
| 19.03.2024 | FK Machtaaral       | 0:2      | SD Family Astana    |

### Gruppe F
| Pl. | Verein             | Sp. | S | U | N | Tore    | Diff. | Punkte |
| --- | ------------------ | --- | - | - | - | ------- | ----- | ------ |
| 1.  | FK Schetissai      | 2   | 1 | 1 | 0 | 004:100 | +3    | 04     |
| 2.  | FK Aqsu            | 2   | 1 | 0 | 1 | 005:500 | ±0    | 03     |
| 3.  | FK Qyran Türkistan | 2   | 0 | 1 | 1 | 003:600 | −3    | 01     |

| Datum      |                    | Ergebnis |                    |
| ---------- | ------------------ | -------- | ------------------ |
| 13.03.2024 | FK Aqsu            | 0:3      | FK Schetissai      |
| 16.03.2024 | FK Schetissai      | 1:1      | FK Qyran Türkistan |
| 19.03.2024 | FK Qyran Türkistan | 2:5      | FK Aqsu            |

## Play-Offs
| Datum      |                    | Ergebnis  |                |
| ---------- | ------------------ | --------- | -------------- |
| 21.03.2024 | Akademija Ontustik | 1:0       | Ertis Pawlodar |
| 22.03.2024 | FK Taras           | 1:0 n. V. | Schas Kyran    |
| 23.03.2024 | SD Family Astana   | 2:1       | FK Schetissai  |

## K.-o.-Phase

### Achtelfinale
Teilnehmer: Die drei Play-off Sieger und die 13 Erstligisten.
| Datum      |                    | Ergebnis |                        |
| ---------- | ------------------ | -------- | ---------------------- |
| 13.04.2024 | FK Atyrau          | 6:0      | SD Family Astana       |
| 13.04.2024 | Qaisar Qysylorda   | 0:3      | Tobyl Qostanai         |
| 13.04.2024 | Schenis Astana     | 0:1      | FK Astana              |
| 13.04.2024 | FK Qairat Almaty   | 3:0      | FK Turan               |
| 14.04.2024 | Akademija Ontustik | 1:2      | FK Qysyl-Schar SK      |
| 14.04.2024 | FK Taras           | 0:2      | Ordabassy Schymkent    |
| 14.04.2024 | FK Aqtöbe          | 1:0      | Schetissu Taldyqorghan |
| 14.04.2024 | Jelimai Semei      | 2:1      | Schachtjor Qaraghandy  |

### Viertelfinale
| Datum      |                     | Ergebnis  |                   |
| ---------- | ------------------- | --------- | ----------------- |
| 08.05.2024 | FK Atyrau           | 3:1       | FK Qairat Almaty  |
| 08.05.2024 | Ordabassy Schymkent | 1:2 n. V. | FK Aqtöbe         |
| 08.05.2024 | Tobyl Qostanai      | 1:0       | FK Astana         |
| 08.05.2024 | Jelimai Semei       | 1:0       | FK Qysyl-Schar SK |

### Halbfinale
| Datum             |                | Gesamt |               | Hinspiel | Rückspiel |
| ----------------- | -------------- | ------ | ------------- | -------- | --------- |
| 29.05./19.06.2024 | Tobyl Qostanai | 1:4    | FK Atyrau     | 1:0      | 0:4       |
| 29.05./19.06.2024 | FK Aqtöbe      | 3:2    | Jelimai Semei | 2:0      | 1:2       |

### Finale
| Paarung        | FK Atyrau – FK Aqtöbe |
| Ergebnis       | 1:2 (1:0) |
| Datum          | 29. September 2024 |
| Stadion        | Zentralstadion Almaty, Almaty |
| Zuschauer      | 13.376 |
| Schiedsrichter | Danijar Sachi |
| Tore           | 1:0 Nikolai Signewitsch (24.), 1:1 Alibek Kasym (89. Foulelfmeter), 1:2 Freddy Góndola (90.) |
| FK Atyrau      | Jegor Chatkewitsch – Adilbek Schumachanow, Olschas Kerimschanow, Nikita Stepanow – Geworg Nadscharjan (90+2'), Jakob Novak (82. Rinat Dschumatow), Olexander Nojok, Nauryzbek Schagorow (82. Aslan Adil) – Joel Kayamba, Nikolai Signewitsch, Igor Stasewitsch (59. Soslan Takulow) Cheftrainer: Wital Schukouski |
| FK Aqtöbe      | Igor Schazki – Bagdat Kairow, Alibek Kasym, Adilschan Tanscharikow, Bogdan Vătăjelu – Uche Agbo (62. Arman Kenessow), Leonel Strumia – Freddy Góndola, Amadou Doumbouya (46. José Francisco Cevallos Jr.), Jayro Jean (83. Mateo Barać) – Dorny Romero (69. Idris Umajew) Cheftrainer: Ihor Leonow                |
| Gelbe Karten   | Olschas Kerimschanow (41.), Igor Stasewitsch (45.+1'), Jakob Novak (73.), Nikolai Signewitsch (81.) – Alibek Kasym (81.), Freddy Góndola (90.+2'), Idris Umajew (90.+5'), Igor Schazki (90.+6') |